# Chlorophyta
Die Chlorophyta, auch Chlorophyten genannt, sind zu den Chloroplastida gehörende grüne Algen. Zusammen mit den algenartigen Vertretern der Charophyta bilden sie die paraphyletische Gruppe der Grünalgen.

## Merkmale
Bei den Chlorophyta kommen fast alle Organisationsstufen vor: begeißelte Einzeller, unverzweigte und verzweigte Fadenalgen, blattartige Thalli, auch Flechtthalli und Gewebethalli.
Die Geißeln der beweglichen Zellen sind zu zweit oder ein Vielfaches von zwei. Eine sternförmige Struktur am Basalkörper der Übergangszone verbindet die neun Paar Mikrotubuli, die eine Geißel bilden. Die Plastiden besitzen zwei Membranen, jedoch kein periplastidäres Endoplasmatisches Reticulum. Die Thylakoide der Plastiden sind einzeln oder gestapelt. Als Reservestoff wird Stärke innerhalb der Plastiden gebildet. Die Zellen verfügen über eine Glykolat-Dehydrogenase.
Die Zellwand besteht, wenn vorhanden, aus Zellulose. Die Zellteilung erfolgt ohne die Bildung eines Phragmoplasten.

## Vorkommen
Die Chlorophyta leben überwiegend im Plankton und Benthos des Süßwassers. Einige größere Arten kommen im küstennahen Bereich der Meere vor. Im Meeresplankton fehlen sie fast völlig. Einige Vertreter leben an feuchten Standorten an Land, epiphytisch auf Bäumen usw. Einige leben auch symbiontisch in Flechten oder intrazellulär in Tieren, etwa in Süßwasserpolypen (Hydra).
Einige Vertreter haben sekundär ihre Chloroplasten verloren und leben heterotroph.
Für die in der Deutschen Bucht vorkommenden Chlorophyta siehe auch die Liste der Meeresalgen von Helgoland.

## Evolution
Laut einer Studie aus dem Februar 2020 war das ~2 mm große Chlorophyt Proterocladus antiquus mit ca. 1 Mrd. Jahren die erste grüne Pflanze der Erde.

## Systematik
Zu den Chlorophyta gehört die überwiegende Mehrzahl der als Grünalgen bezeichneten Arten, die Charophyta sind wesentlich artenärmer, soweit die Algen unter ihnen betroffen sind. Nach AlgaeBASE (2017) umfassen die Chlorophyta über 6400 Arten. Einteilung nach Adl et al. 2012 und nach AlgaeBASE (2017).
- Chlorodendrophyceae mit Scherffelia und Tetraselmis
- Chlorophyceae
- Mamiellophyceae mit Micromonas
- Nephrophyceae
- Palmophyllales
- Pedinophyceae mit Pedinomonas
- Prasinophytae
- Pyramimonadophyceae mit Pyramimonas
- Trebouxiophyceae
- Ulvophyceae
- Chlorophyta incertae sedis